# Nuldeler
In de abstracte algebra heet een element van een ring een nuldeler als het element zelf niet 0 is en het vermenigvuldigd met zichzelf of met een ander element, dat ook geen 0 is, als product 0 oplevert. 0 kan als het ware door een nuldeler worden gedeeld. Onderscheiden worden linker nuldelers en rechter nuldelers al naargelang de nuldeler de linker dan wel de rechter factor in het product is. Is een element zowel linker als rechter nuldeler, dan wordt het gewoon een nuldeler genoemd. Als de vermenigvuldiging binnen de ring commutatief is, is elke linker ook een rechter nuldeler en andersom. Een element van een ring ongelijk aan nul dat geen nuldeler is, noch een linker, noch een rechter nuldeler, wordt regulier genoemd.

## Definitie
Een element {\displaystyle a\neq 0} van een ring {\displaystyle R} heet een linker nuldeler als er een {\displaystyle b\in R,\ b\neq 0} is, zodat {\displaystyle ab=0} en {\displaystyle a} heet een rechter nuldeler als er een {\displaystyle b\in R,\ b\neq 0}, zodat {\displaystyle ba=0}.

## Voorbeelden
- De ring {\displaystyle \mathbb {Z} } van de gehele getallen is een integriteitsgebied, dus heeft geen nuldelers.
- Bij het modulair rekenen vormen de getallen {\displaystyle {\overline {n}}=\{0,1,\ldots ,n-1\}} een ring. Als {\displaystyle n} een priemgetal is, is {\displaystyle {\overline {n}}} een lichaam (Ned) / veld (Be) en komen daar geen nuldelers in voor. De getallen, zodat {\displaystyle n} door ze kan worden gedeeld, zijn in de andere gevallen nuldelers. Modulo 12 bijvoorbeeld kan 12 door de getallen 2, 3, 4 en 6 worden gedeeld. Dat zijn nuldelers: {\displaystyle 2\times 6=3\times 4=0{\pmod {12}}}
- Een voorbeeld van een nuldeler in de ring van de vierkante 2×2-matrices is de matrix

{\displaystyle {\begin{pmatrix}1&1\\2&2\end{pmatrix}}}
omdat bijvoorbeeld
{\displaystyle {\begin{pmatrix}1&1\\2&2\end{pmatrix}}\cdot {\begin{pmatrix}1&1\\-1&-1\end{pmatrix}}={\begin{pmatrix}-2&1\\-2&1\end{pmatrix}}\cdot {\begin{pmatrix}1&1\\2&2\end{pmatrix}}={\begin{pmatrix}0&0\\0&0\end{pmatrix}}}.
- Meer in het algemeen vallen in de ring van {\displaystyle n\times n}-matrices over een willekeurig integriteitsdomein, dus ook over een lichaam/veld de linker en rechter nuldelers samen. Het zijn precies de matrices, die geen 0 zijn, maar wel singulier, dus waarvan de determinant 0 is.
- De onderstaande ring bevat elementen die alleen eenzijdige nuldelers zijn. Laat {\displaystyle S} de verzameling zijn van rijen gehele getallen {\displaystyle (a_{1},a_{2},a_{3},\ldots ).} Neem voor de ring alle afbeeldingen van {\displaystyle S} op {\displaystyle S}, met puntsgewijze optelling en compositie als de ringbewerkingen. Drie elementen in deze ring zijn de rechtsverschuiving {\displaystyle R(a_{1},a_{2},a_{3},\ldots )=(0,a_{1},a_{2},a_{3},\ldots )}, de linksverschuiving {\displaystyle L(a_{1},a_{2},a_{3},\ldots )=(a_{2},a_{3},\ldots )} en een projectie {\displaystyle T(a_{1},a_{2},a_{3},\ldots )=(a_{1},0,0,\ldots )}. Deze drie afbeeldingen zijn ongelijk aan nul, maar de composities {\displaystyle LT} en {\displaystyle TR} zijn beide nul, zodat {\displaystyle L} een linker en {\displaystyle R} een rechter nuldeler is in de ring van de additieve afbeeldingen {\displaystyle S} op {\displaystyle S}. De afbeelding {\displaystyle L} is op deze manier geen rechter nuldeler en {\displaystyle R} geen linker nuldeler. De compositie {\displaystyle LR} is de identiteit, dus als een willekeurige afbeelding {\displaystyle f} van {\displaystyle S} op {\displaystyle S} voldoet aan {\displaystyle fL=0}, dan volgt {\displaystyle 0=(fL)R=f(LR)=f1=f} en op dezelfde wijze volgt uit {\displaystyle Rf=0} dat {\displaystyle f=0}.
- In het vorige voorbeeld is {\displaystyle RL} een linker nuldeler, want {\displaystyle (RL)T=R(LT)=0}, omdat {\displaystyle LT=0}, maar {\displaystyle RL} noch een linker, noch een rechter nuldeler is, omdat {\displaystyle RL=1}. De afbeeldingen van {\displaystyle S} naar {\displaystyle S} kunnen worden voorgesteld als oneindige matrices. De matrix

{\displaystyle \quad A={\begin{pmatrix}0&1&0&0&0&\\0&0&1&0&0&\cdots \\0&0&0&1&0&\\0&0&0&0&1&\\&&\vdots &&&\ddots \end{pmatrix}}}
bijvoorbeeld stelt de afbeelding {\displaystyle L} voor en de getransponeerde matrix {\displaystyle B=A^{T}} de rechtsverschuiving {\displaystyle R}. Dat {\displaystyle AB} de eenheidsmatrix is, is hetzelfde als te zeggen dat {\displaystyle LR} de identiteit is. De matrix {\displaystyle A} is een linker nuldeler, maar geen rechter nuldeler.

## Eigenschappen
Een commutatieve ring met eenheidselement ongelijk aan 0 en zonder nuldelers wordt een integriteitsdomein genoemd.
Linker en rechter nuldelers kunnen geen eenheid zijn. Immers, als {\displaystyle a} een eenheid is, dan is {\displaystyle ba=ab=b\neq 0} voor alle {\displaystyle b\neq 0.}
Elke idempotente {\displaystyle a\neq 0,a\neq 1} is een nuldeler, aangezien {\displaystyle a^{2}=a}, dus {\displaystyle a(a-1)=(a-1)a=0}. Nilpotente ringelementen ongelijk aan 0 zijn vanzelfsprekend nuldelers.
Nuldelers komen ook onder de sedenionen voor. Dat zijn hypercomplexe getallen in 16 dimensies en zij komen in de Cayley-Dickson-constructie voor.